# 피테아스

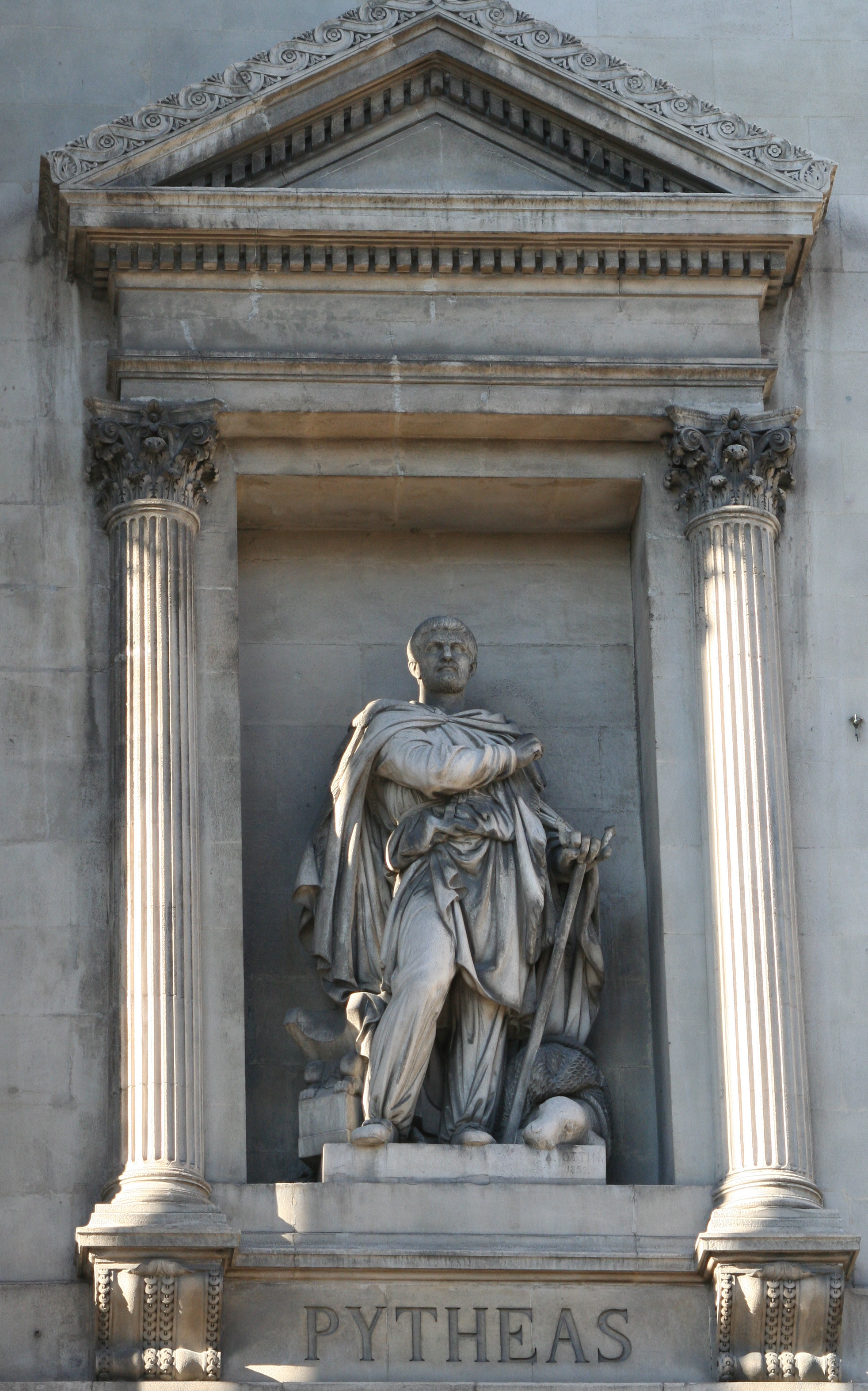
피테아스 상.

피테아스(Pytheas of Massalia)는 그리스의 지리학자이자 탐험가이다. 피테아스는 북서부 유럽을 기원전 325년에 항해, 탐험하였다. 또, 피테아스는 지구가 둥글다는 사실을 확인하였다.

## 같이 보기
- 스키타이